# 病鬼
病鬼，是中国传说的妖怪，记载于《諧鐸‧病鬼延醫》，描寫一冤，被其醫死之眾鬼引導至冥府受到撾打。大致写某人善医，就晚上会有鬼登门求治。鬼治疗后深感其人厚意。或着说某为鬼诊治后竟带来灾祸。类似的故事南朝梁·吴均撰《续齐谐记》也有。另叙述群病鬼请入冥治。 
此外，宋代李昉《太平廣記·卷第323》引《法苑珠林》里，也有病鬼。 

## 参看
中国妖怪列表
1. ↑  原文：曹州計伏庵,本牛醫。有富翁某病喘,請醫罔效,計以治牛之法治之,輒驗。遂自負名醫,行青囊術於齊魯間。一日晝寢,有僕持帖來邀,計不問為誰,令僕導去。至一堂上,見面黃骨立者數十輩,環來診脈,計熟視之,皆平昔所不治者